# آر بي جي-32
آر بي جي-32 هو قاذف روسي من إنتاج شركة بازلت، ويتم حاليا إنتاجه في الأردن برخصة من شركة بازلت تحت اسم نشاب الذي سُمي سابقًا باس الهاشم من خلال شركة جدارة الأردنية.  يعمل بعيارين 72 ملم و105 ويأتي المقذوف في حاوية يتم ربطها في القاذف وهي مستهلكة بينما القاذف نفسه يعاد تلقيمه. يبلغ مدى القاذف المباشر 200 متر وفي حالة الرمي القوسي فيصل لمدى 700 متر. للقاذف قدرة اختراق مقدرة بـ 750 ملم في ال RHA و1500 ملم في الخرسانة و3700 ملم في القرميد القاذف مصنوع من الفيبر جلاس المقوي وعمره العملي حتي 200 عملية إطلاق. يبلغ طول السبطانة 36 سم، كما يبلغ وزنه 3 كغ حيث يتميز المهداف البصري الداخلي بأنه قابل للطي. كما أن طوله 1.2 متر. يستطيع القاذف تدمير كل المدرعات الحديثة بالإضافة إلى تدمير المنشآت المحصنة والقوة الحية للعدو. ويتألف القاذف من قسمين اولهما هو قسم القذف المتعدد الاستخدام وثانيهما هو خراطيش مختلفة العيارات تستخدم مرة واحدة. 
يملك نظام تصويب يضم حاسب باليستي صغير ومنظار يكبر حتي 2X (مملوء بالنيتروجين لمنع التضبيب).
كذلك، فإن قاذف «الهاشم»، الذي لا يزيد وزنه على 3 كيلوغرامات، هو ثمرة تعاون بين مهندسين روس وأردنيين، ويمكنه تدمير أي دبابة أو منشأة محصنة على بعد يصل إلى 700 متر، بواسطة قذيفة من عيار 72 ملم أو 105 ملم.